# Mikrofotografia
Mikrofotografia – rodzaj fotografii wykonany przy użyciu aparatu fotograficznego połączonego z mikroskopem. Obiekt fotografowany zostaje powiększony za pomocą samego mikroskopu albo obiektywu mikroskopowego zamocowanego przy pomocy nasadki na teleobiektywie.
Mikrofotografowanie jest metodą wykonywania zdjęć obiektów niewidocznych gołym okiem.

## Galeria

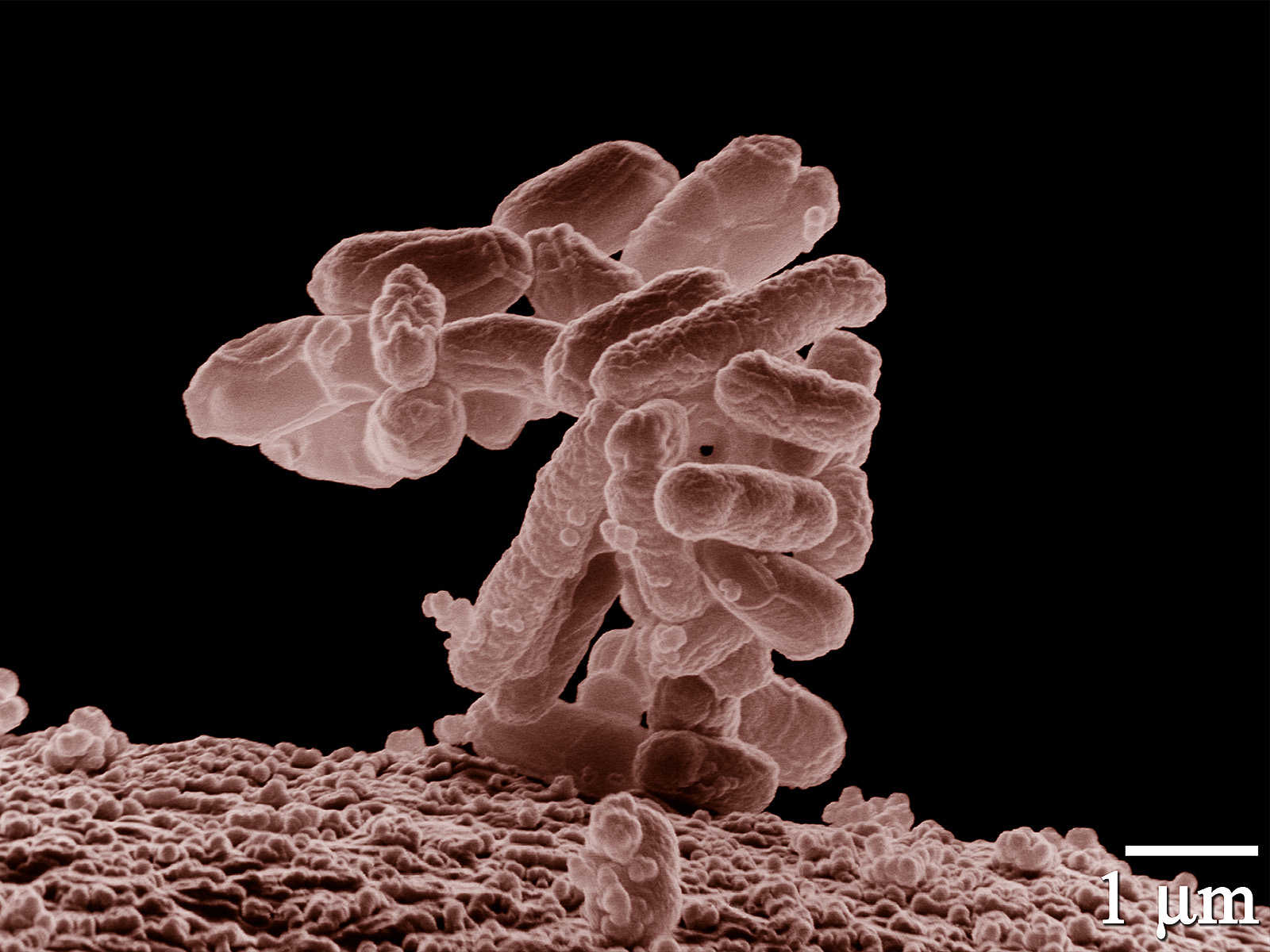
Pałeczka okrężnicy
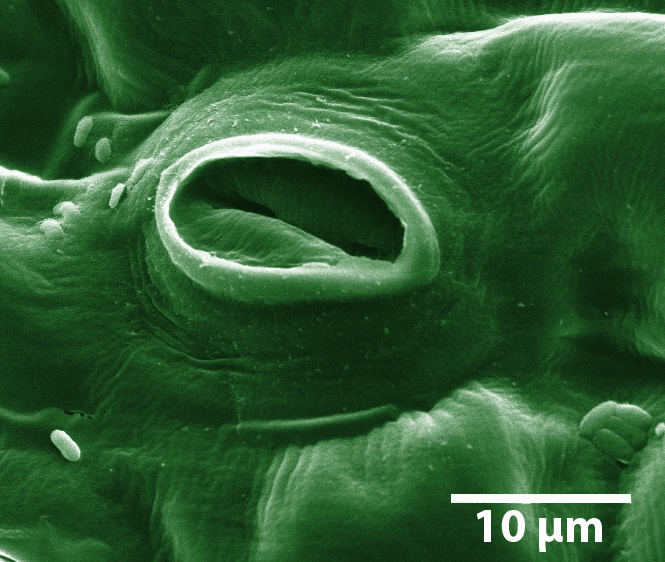
Aparat szparkowy pomidora
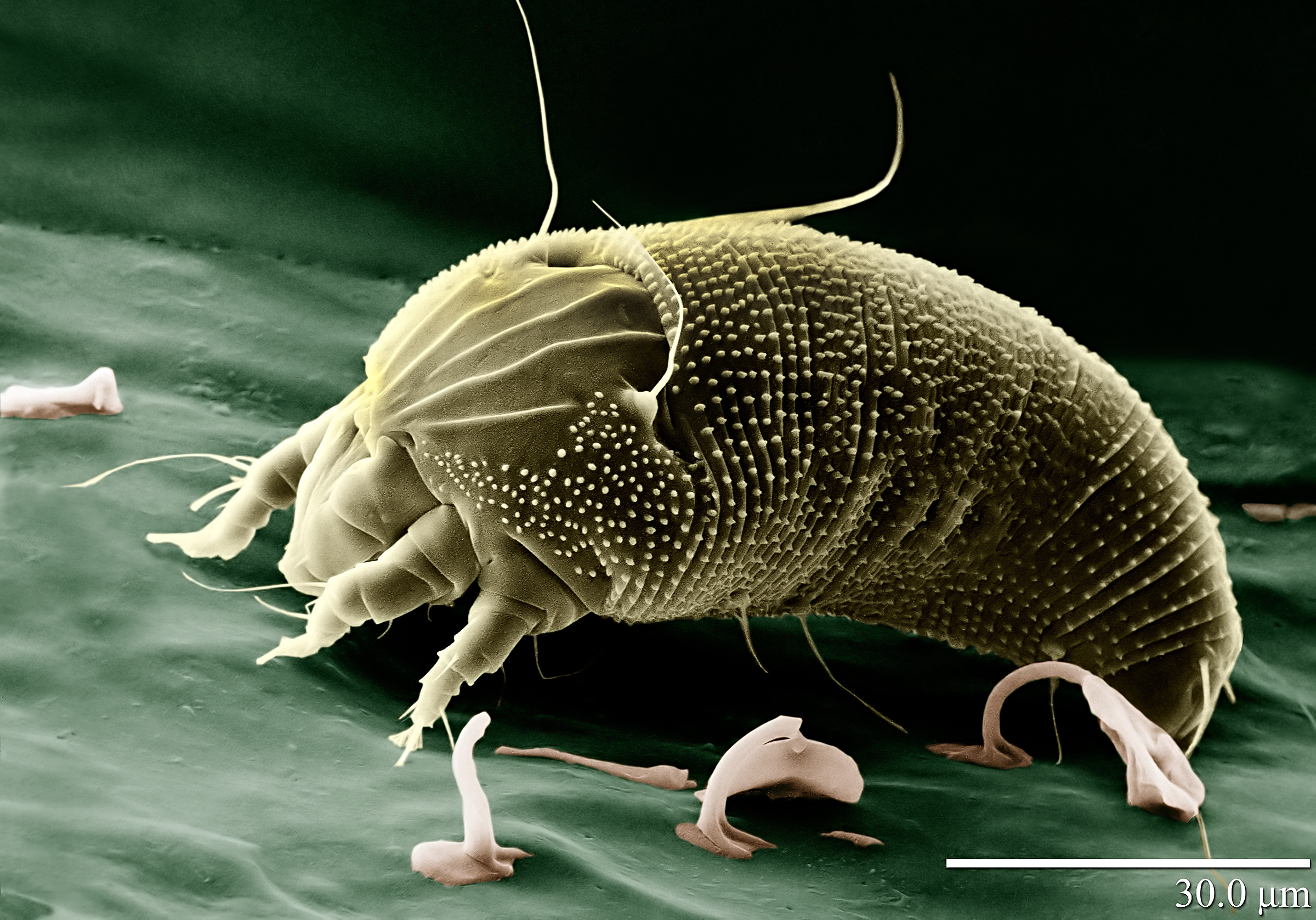
Aceria anthocoptes
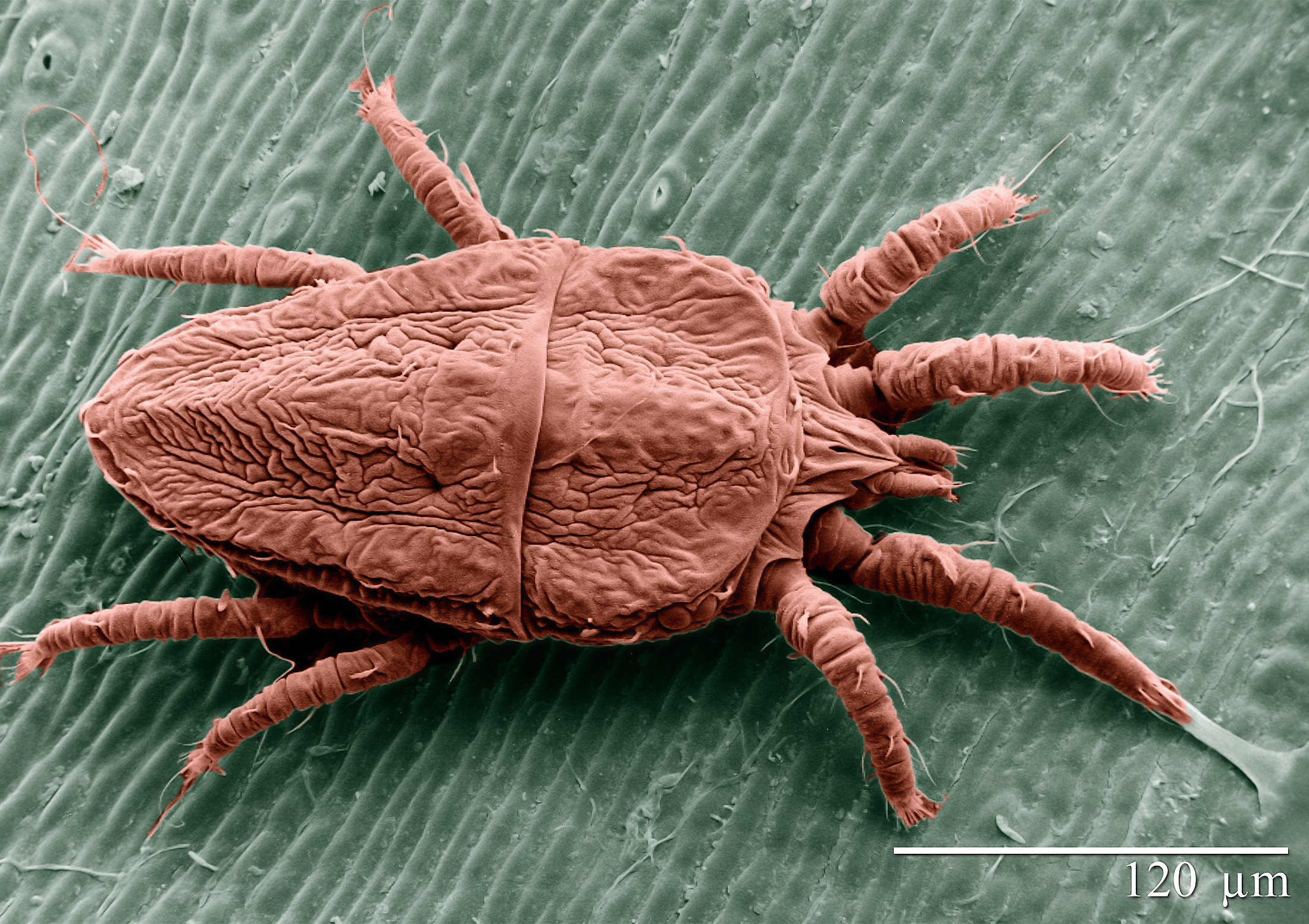
Brevipalpus phoenicis
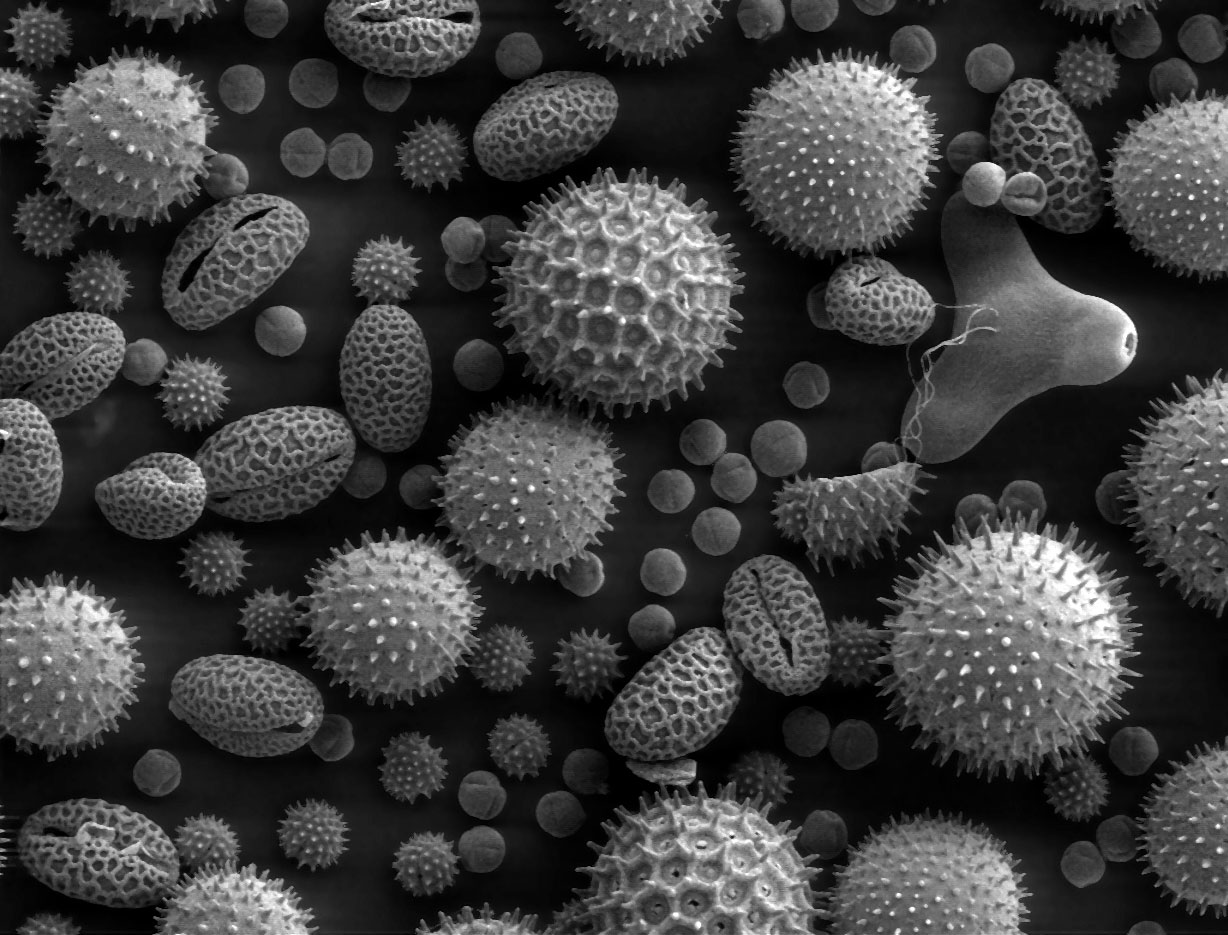
Ziarna pyłku różnych roślin w powiększeniu mikroskopem elektronowym
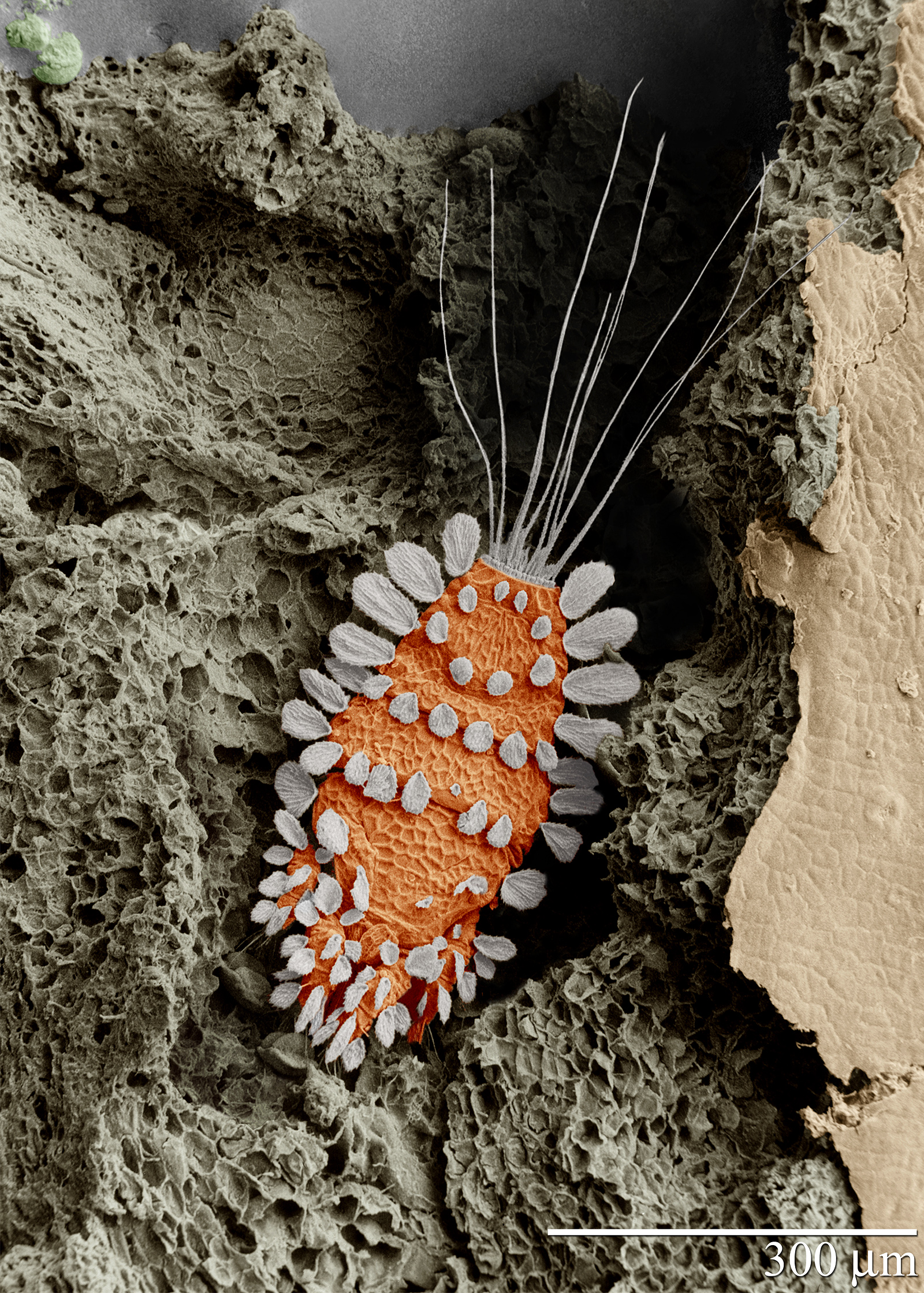
Roztocze z rodzaju Tuckerella. Osobnik na zdjęciu jest na łodydze herbaty, zdjęcie z elektronowego mikroskopu skaningowego przy powiększeniu 260 razy